# Icana
Icana (llatí: Ichana grec antic: Ἴχανα) va ser una ciutat de Sicília, que segons Esteve de Bizanci va aguantar durant molt de temps els atacs de Siracusa, però no diu en quina època va passar.
Probablement va acabar dependent de Siracusa. Plini el Vell l'esmenta com a ciutat estipendiària romana de l'interior de l'illa, però podria tractar-se d'Hipana. Cluverius situa les seves ruïnes a Vindicari a pocs kilòmetres al nord de l'antic cap de Pachynum.